# Юинта-энд-Юрей
Юинта-энд-Юрей (англ. Uintah and Ouray Indian Reservation) — индейская резервация, расположенная в северо-восточной части штата Юта, США. Является самой большой из трёх резерваций, в которых проживают юты.

## История
3 октября 1861 года указом президента США Авраама Линкольна была создана индейская резервация Юинта-Валли, для племён ютов, проживающих на Территории Юта. 5 января 1882 года в штате Колорадо указом президента Честера Алана Артура для племени табегуачи была учреждена резервация Ункомпагре, также известная как Юрей.
Две резервации управлялись отдельными индейскими агентствами до 1886 года, когда Бюро по делам индейцев объединило их в одну резервацию Юинта-энд-Юрей с агентством в Форт-Дюшейне.

## География
Резервация расположена в северо-восточной части штата Юта. Территория резервации охватывает части семи округов, в порядке убывания площади территории этими округами являются — Юинта, Дюшейн, Уосатч, Гранд, Карбон, Юта и Эмери.
Общая площадь резервации составляет 17 677 км², из них 17 544,96 км² приходится на сушу и 132,04 км² — на воду. Административным центром резервации является статистически обособленная местность Форт-Дюшейн. Юинта-энд-Юрей — вторая по площади индейская резервация в США, но самим индейцам принадлежит лишь часть резервации, около 6 455 км².

## Демография
По данным переписи населения 2000 года, в резервации проживало 19 182 человека.
В 2019 году в резервации проживало 25 639 человек. Расовый состав населения: белые — 21 390 чел., афроамериканцы — 105 чел., коренные американцы (индейцы США) — 2 709 чел., азиаты — 143 чел., океанийцы — 64 чел., представители других рас — 657 чел., представители двух или более рас — 571 человек. Плотность населения составляла 1,45 чел./км². Самым большим населённым пунктом Юинта-энд-Юрей является город Рузвельт в округе Дюшейн.